# Аквари, Джон Стивен
Джон Стивен Аквари (р. 1938, Мбулу, Маньяра, Танзания) — танзанийский легкоатлет, участник летних Олимпийских игр 1968 года.

## Марафон 1968 года
На Олимпийских играх 1968 года в марафонском забеге принимало участие 75 атлетов. Вскоре после старта Аквари упал, повредив колено и бедро. Однако он не сошёл с дистанции, а продолжил гонку.
Победитель марафона, эфиоп Мамо Волде потратил на дистанцию 2 часа 20 минут 26 секунд. Джон Стивен Аквари смог добраться до финиша только за 3 часа 25 минут 27 секунд. К этому времени уже окончилась церемония награждения, зашло солнце и большинство зрителей разошлось. Акварди стал последним, 57-м атлетом, добравшимся до финиша.
Оставшиеся на трибунах зрители шумно приветствовали прихрамывавшего спортсмена, у которого сквозь марлевую повязку на ноге сочилась кровь.
В интервью его спросили, почему он не прекратил бег после падения. Аквари ответил:

Моя страна послала меня за 7 тысяч миль не для того, чтобы я стартовал, а для того, чтобы я финишировал.

## Дальнейшая карьера
После Олимпиады 1968 года Аквари ещё десять лет принимал участие в соревнованиях. Его лучшим достижением было пятое место в марафоне на Играх Содружества в 1970 году.
Именем Джона Стивена Аквари назван спортивный фонд, занимающийся поддержкой и подготовкой танзанийских спортсменов для участия в Олимпийских играх.